# Loi de Jante

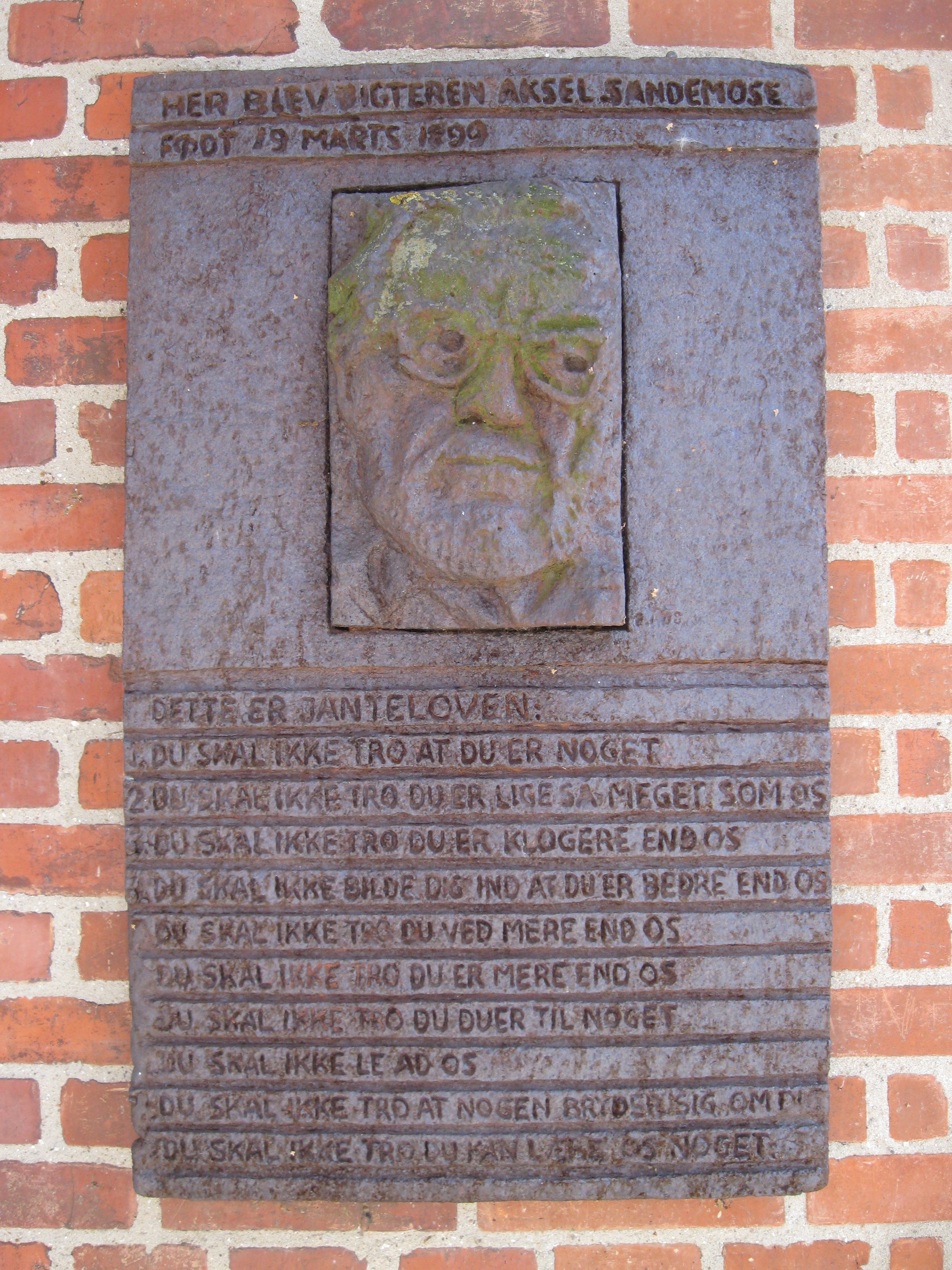
Texte de la loi de Jante sur une plaque à Nykøbing Mors.

La loi de Jante (Janteloven) est un code de conduite fictif créé par l'écrivain dano-norvégien Aksel Sandemose. Son nom vient du roman Un fugitif recoupe ses traces (En flygtning krydser sit spor), dans lequel Aksel Sandemose, en 1933, formula ces règles qui, selon lui, régissaient sa petite ville natale, dans le Jutland.

## Loi de Jante dans les pays nordiques
- Danemark : Janteloven
- Norvège : Janteloven
- Suède : Jantelagen
- Finlande : Janten laki
- Îles Féroé : Jantulógin

## Texte
- Du skal ikke tro, at du er noget. - Ne pense pas être quelqu'un de particulier.
- Du skal ikke tro, at du er lige så meget som os. - Ne pense pas valoir autant que nous.
- Du skal ikke tro, at du er kloger end os. - Ne pense pas être plus intelligent que nous.
- Du skal ikke bilde dig ind, at du er bedre end os. - Ne t'imagine pas être meilleur que nous.
- Du skal ikke tro, at du ved mere end os. - Ne pense pas en savoir plus que nous.
- Du skal ikke tro du er mere end os. - Ne pense pas être plus important que nous.
- Du skal ikke tro, at du dur til noget. - Ne pense pas être capable de quoi que ce soit.
- Du skal ikke le ad os. -  Ne ris pas de nous.
- Du skal ikke tro, at nogen bryder sig om dig. - Ne pense pas que quelqu'un fasse attention à toi.
- Du skal ikke tro, at du kan lære os noget. - Ne pense pas pouvoir nous apprendre quelque chose.